# Нилс Кристи
Нилс Кристи (на норвежки: Nils Christie) (24 февруари 1928 – 27 май 2015) е норвежки социолог и криминолог.